# Fernando Couto (atleta)
Fernando Fontes Couto (nascido em 4 de dezembro de 1959) é um atleta de fundo português. Ele competiu nos 5000 metros masculinos nos Jogos Olímpicos de Verão de 1988 e nos 10000 metros masculinos nos Jogos Olímpicos de Verão de 1992.